# Rétablissement en santé mentale
Le rétablissement en santé mentale (« recovery ») est une notion théorique et pratique issue du mouvement de personnes ayant eu affaire à la psychiatrie (users/survivors) et d'un certain nombre de chercheurs eux-mêmes souvent directement concernés (prosumer: fusion entre professionnel et user).
Le rétablissement décrit un processus individuel et collectif d'autonomisation et d'empowerment de personnes expérimentant des états extrêmes qualifiés par la nomenclature en vigueur de troubles psychiatriques sévères (dépression sévère, troubles schizophréniques, trouble de l'humeur grave : bipolarité).

Le rétablissement incarne le renoncement au modèle médical en venant remplacer la notion de guérison. Il illustre l'exigence de prise en compte du point de vue du sujet, « en première personne », subjectif et existentiel. Le rétablissement repose sur une transformation de ce point de vue, comme l'exprime, à partir de son expérience, Patricia Deegan, une chercheuse américaine vivant avec une schizophrénie qui a contribué aux recherches sur les déterminants subjectifs du rétablissement : 

« Le rétablissement, c'est une attitude, une façon d'aborder la journée et les difficultés qu'on y rencontre. Cela signifie que je sais que j'ai certaines limitations et qu'il y a des choses que je ne peux pas faire. Mais plutôt que de laisser ces limitations être une occasion de désespoir, une raison de laisser tomber, j'ai appris qu'en sachant ce que je ne peux pas faire, je m'ouvre aussi aux possibilités liées à toutes les choses que je peux faire »

Bien qu'un modèle médical du rétablissement focalisé sur la rémission des symptômes coexiste avec le modèle reposant sur le témoignage des usagers, la participation active de ces derniers dans leur propre soin, ainsi que celui de leurs pairs, est une caractéristique du rétablissement. Il intègre le fait que les personnes vivant avec un trouble psychique doivent à la fois se rétablir des symptômes de la maladie et des conséquences sociales négatives liées aux représentations stéréotypées des troubles psychiques. Il s’appuie sur des données probantes, tant épidémiologiques que cliniques, issues des sciences humaines et sociales, qui montrent que les symptômes des troubles psychiques sévères ne sont pas déterminants dans la désinsertion socio-professionnelle des personnes en situation de handicap psychique : l'ensemble des facteurs environnementaux et sociaux sont bien plus importants.

## Histoire
Le concept de rétablissement est né dans les suites du mouvement pour les droits civiques américains, au sein du mouvement des usagers de la psychiatrie aux États-Unis, dont certains se faisaient appeler « les survivants de la psychiatrie », en référence à la maltraitance, l’inefficacité et la toxicité du système de soins qui prétendait les soigner.
Des personnes ayant expérimenté la maladie mentale sévère, souvent la schizophrénie, ont témoigné à la première personne de leur parcours de lutte contre la maladie, mais aussi et surtout contre la stigmatisation, l’exclusion et la violence sous toutes ses formes,.
Ce processus singulier, unique, pour retrouver un sens à sa vie, une place dans la société, les usagers l’ont appelé recovery. Si plusieurs chercheurs et cliniciens ont évoqué la possibilité de guérison dans la psychose depuis plus de 200 ans, c’est avec la première étude longitudinale multicentrique (10 pays) sur la schizophrénie pilotée par l’OMS au début des années 70 que des données probantes ont permis de mieux mesurer l’importance du phénomène.
Aujourd’hui[Quand ?] cette cohorte multicentrique et d’autres études longitudinales plus récentes permettent de remettre en cause la notion d’incurabilité de la schizophrénie, montrant des taux de rétablissement, selon des critères cliniques, d’environ 30 % durant les 2 à 5 premières années de la maladie. Ces résultats sont sensiblement les mêmes au Nigeria, en Inde, en Colombie et dans les pays riches.
Depuis la fin des années 80, des chercheurs en sciences humaines et sociales s’attachent à décrire ces processus, notamment à travers des histoires de vie, et d’en révéler les éléments communs. Des échelles sont construites pour essayer de mesurer le phénomène de rétablissement.
Depuis le début des années 90, des propositions concrètes sont faites pour intégrer ces différentes informations dans le système de soins psychiatriques, largement perfectible.

## Concept
Le processus de rétablissement est un phénomène individuel singulier, parfois chaotique, fait de rechutes. L’épidémiologie décrit deux moments différents : environ 30 % des personnes se rétablissent dans les 5 premières années, et 30 autres % se rétablissent également plus ou moins totalement, après 25 ans de maladie. 30 à 40 % continuent à être malades, voire voient leur état s’aggraver. Le rétablissement est un phénomène collectif car il implique que les personnes puissent trouver un entourage favorisant : des relations affectives des amis/une famille, un/des rôles sociaux gratifiants/utiles dans des groupes/collectifs. Parce que les personnes vivant avec une schizophrénie vivent une double peine, celle de la maladie (ses symptômes) et ses conséquences sociales (violence, stigmatisation, exclusion, isolement), le processus de rétablissement est bien plus que la maîtrise des symptômes, c’est aussi et d’abord retrouver une estime de soi, des rôles valorisant et un bien-être.
Dans le mouvement des usagers-survivants de la psychiatrie, le rétablissement est lié à la construction de communautés, au partage collectif d'expériences individuelles et à l'affirmation politique.

## Applications: les soins orientés autour du rétablissement
Depuis les années 90, quelques chercheurs tentent d'appliquer ces différentes découvertes afin de repenser le système de soins psychiatriques, par ailleurs vivement critiqué par des associations d’usagers et de parents d’usagers. Les soins orientés autour du rétablissement, proche de la réhabilitation psychosociale, s’en distinguent par la centralité donnée au savoir non institué, issu de l’expérience des personnes. L’utilisation qui est faite des compétences des personnes comme base de travail amène les équipes à engager des professionnels ayant l’expérience de la maladie et en rétablissement. Un nouveau métier émerge : les travailleurs pairs dit aussi médiateurs. Ce sont des personnes dont l’expérience de la maladie et de ses conséquences, couplée à celle du rétablissement, est utilisée avec des résultats significatifs à court terme, mais pas à long terme, pour l’éducation thérapeutique,. L’autre différence centrale du rétablissement avec la réhabilitation psychosociale est la focalisation faite au social par rapport au psychologique, via le travail d’inclusion dans la cité. Les professionnels se doivent de fonctionner comme des guides et rendre accessibles les ressources disponibles dans la cité, et lever les barrières au rétablissement.

## Éléments du rétablissement
Il a été souligné que le parcours de chaque individu vers la guérison est un processus profondément personnel, tout en étant lié à la communauté à laquelle il appartient, elle-même part d'une société. Un certain nombre de caractéristiques ou de signes ont été proposés comme éléments souvent essentiels :

### Espoir
La recherche et l'entretien de l'espoir est une clé de la guérison. Il faut aussi inclure non seulement l'optimisme, mais une croyance durable en soi et la volonté de persévérer dans un monde incertain et porteur de nombreux revers. L'espoir peut agir comme un déclic, un tournant ou apparaître progressivement au sein d'un sentiment ténu et fragile, et peut fluctuer avec le désespoir. Il faut favoriser la confiance, risquer la déception, et parfois même l'échec.

### Satisfaction des besoins de base
Un logement approprié, un niveau de revenus suffisant, l'absence de violence, et un accès adéquat aux soins ont également été mis en avant. Il a été suggéré que le logement est l'endroit où la guérison peut commencer. Les services de logement, le cas échéant, doivent être flexibles et participer avec les gens à la construction, sur des visions personnelles des individus et avec leurs forces, de solution de logement au lieu de les « placer » et potentiellement les « ré-institutionnaliser ».

### Le «self» ou par soi
Le rétablissement d'un sentiment durable d'estime positive de soi (s'il avait été perdu ou enlevé) a été cité comme un élément important. Un examen issu des recherches a suggéré que les gens peuvent parfois atteindre cet objectif par un « retrait positif » de régulation de l'engagement social et la négociation avec l'espace public pour se déplacer vers les autres d'une manière par laquelle ils se sentent en sécurité de manière significative, et nourrir un espace personnel psychologique qui laisse de la place pour développer la compréhension et un sentiment général d'autonomie, dans la définition des intérêts, la spiritualité, etc. Il a été suggéré que le processus est généralement grandement facilité par les expériences de relations interpersonnelles où les personnes sont acceptées, de réciprocité, et un sentiment d'appartenance sociale, ce qui est souvent rendu difficile par le barrage typique de messages négatifs manifestes et discrets qui viennent du contexte social plus large.

### Rapports de soutien
Un des points communs principaux des parcours de rétablissement est la présence d'un entourage qui croit au potentiel de rétablissement de la personne à se rétablir, et sur qui celle-ci peut compter. Alors que les professionnels de la santé mentale peuvent offrir un certain type de relation limitées et aider à encourager l'espoir, les relations avec les amis, la famille, et la communauté sont souvent d'une importance plus large et offrent un appui dans le long terme. D'autres ayant connu des difficultés similaires, vivant un processus de rétablissement, peuvent être d'une importance particulière (ou la pair-aidance, informelle, associative ou professionnelle). Ceux qui partagent les mêmes valeurs et perspectives en général (pas seulement dans le domaine de la santé mentale)  peuvent également être particulièrement importants. On admet que les relations unidirectionnelles fondées sur l'aide reçue peuvent être source de dévaluation personnelle, et que des relations réciproques et des réseaux de soutien mutuel peuvent être générateur d'une bonne estime de soi et propices à favoriser le rétablissement.

### Empowerment et inclusion
L'empowerment et l’autodétermination sont des éléments importants du rétablissement, y compris avoir la maîtrise de soi. Cela peut vouloir dire développer de la confiance dans des prises de décisions indépendantes et affirmées et aussi prendre de l'indépendance dans la recherche de l'aide appropriée. L'inclusion sociale peut nécessiter un soutien et peut nécessiter de faire face à la stigmatisation et aux préjugés sur la détresse mentale/le trouble/la différence. Il peut également exiger le rétablissement de compétences sociales oubliées ou de compenser les lacunes d'un cv.

### Stratégies d'adaptation
Le développement de stratégies d'adaptation personnelles (y compris l'auto-gestion ou l'auto-assistance) est considéré comme une « compétence sociale » primordiale à acquérir pour les personnes et à mettre en avant et valoriser pour les professionnels de santé et accompagnants de tous types. Ces stratégies individuelles peuvent porter sur l'utilisation des médicaments ou la psychothérapie si l'usager est pleinement informé de ses possibilités et correctement écouté. Les usagers en rétablissement développent des stratégies dans la gestion des effets indésirables et les méthodes pour les adapter à leur vie, pour ainsi pouvoir faire évoluer encore plus leur processus de rétablissement positivement. Développer l'adaptation et les compétences de résolution de problèmes est nécessaire pour gérer les caractéristiques individuelles et les questions problématiques (qui peuvent être ou peuvent ne pas être considérés comme des symptômes de troubles mentaux). Cela nécessite que la personne devienne son propre expert, afin d'identifier les principales contraintes, points d'entrée et de sortie de crises possibles, et de comprendre et développer des façons personnelles de réagir et de s'adapter.
Être capable d'évoluer peut signifier avoir à faire face au sentiment d'échec, qui peut comprendre le désespoir et la colère. Quand un individu est prêt, cela peut signifier un processus de deuil. Il peut être nécessaire d'accepter les souffrances du passé et les occasions perdues ou le temps perdu.

### Construction du sens
Développer un sentiment d'utilité et de sens global est important pour maintenir le processus de rétablissement. Cela peut impliquer le rétablissement ou le développement d'un rôle social, d'un travail. Il peut s'agir également de renouveler, de trouver ou de développer un guide philosophique, spirituel, politique ou culturel. Du point de vue postmoderne, cela peut être considéré comme l'élaboration d'un récit,.

## Concepts du rétablissement

### Définitions variées
Ce qui constitue une « valorisation », ou un modèle de rétablissement, c'est une question de débat à la fois théorique et pratique. En général, les modèles cliniques professionnalisés ont tendance à se concentrer sur l'amélioration des symptômes et des fonctions particulières, et sur le rôle des traitements, tandis que les modèles des consommateurs / survivants ont tendance à mettre davantage l'accent sur le soutien par les pairs, l'autonomisation et une réelle expérience personnelle du monde,. De même, le rétablissement peut être considéré en termes de modèle social du handicap plutôt que de modèle médical du handicap, et il peut y avoir des différences dans l'acceptation des « labels » diagnostics et des traitements.
Un examen des recherches a suggéré que les auteurs sur le rétablissement ne savent que rarement de façon explicite quels sont les différentes acceptions des concepts qu'ils emploient. Les examinateurs ont classé les approches qu'ils ont trouvées dans la perspective plus large de la « réhabilitation », dont ils la définissent comme étant concentrée sur la vie et le sens dans le contexte de l'invalidité durable et « clinique » portant sur des perspectives de rémission des symptômes observables et de restauration de fonctionnement. Par rapport à la réadaptation psychiatrique, un certain nombre de qualités supplémentaires nécessaires au processus de rétablissement ont été proposées, notamment le fait qu'il peut se produire sans intervention d'un professionnel, mais exige que des gens y croient et aide le rétablissement de la personne, il ne dépend pas de la croyance en telle ou telle théorie sur la cause des troubles; on peut dire qu'il existe même si les symptômes surviennent plus tard, mais il change la fréquence et la durée des symptômes. Le rétablissement agit autant sur les conséquences du trouble que sur le trouble lui-même. Il n'est pas linéaire mais se déroule généralement comme une série de petites étapes. Il ne signifie pas que la personne n'a jamais été vraiment handicapée psychiatrique, il se concentre sur le bien-être pas sur la maladie, et sur la place centrale du choix des usagers.
Dans une déclaration de consensus sur le rétablissement d'organismes américains de la santé mentale, qui a impliqué une certaine contribution des usagers, le rétablissement a été défini comme un voyage de guérison et de transformation permettant à une personne avec un problème de santé mentale de vivre une vie pleine de sens dans une communauté de son choix tout en s'efforçant de réaliser son plein potentiel. Dix éléments fondamentaux ont été mis en avant, tout en supposant que la personne continue d'être un « usager » ou d'avoir une « déficience mentale ». Des conférences ont été organisées sur l'importance de l' insaisissable concept du point de vue des usagers et des psychiatres.
Une approche du rétablissement connue sous le nom de modèle de marée se concentre sur le processus continu de changement inhérent à tous, et vise à transmettre le message d'expériences à travers l'eau, comme métaphore. La crise est considérée comme con-substantiellement porteuse d'opportunités ; la créativité est appréciée, et les différents domaines sont explorés tels que le sens de sécurité, les récits personnels et les relations. Initialement développé par des infirmières en santé mentale ainsi que les utilisateurs des services, les marées est un modèle particulier qui a été spécifiquement étudié. Basé sur un ensemble discret de valeurs (les dix engagements), il met l'accent sur l'importance de la propre voix de chaque personne, de la débrouillardise et de la sagesse. Depuis 1999, des projets basés sur le modèle des marées ont été mis en place dans plusieurs pays.
Pour beaucoup, le rétablissement a une implication politique aussi bien que personnelle, où se rétablir c'est : trouver un sens; faire face au préjudice (y compris les « étiquettes diagnostiques » dans certains cas), peut-être être un « mauvais » patient non accommodant et refusant d'accepter l'endoctrinement du système, retrouver une vie choisie et sa place dans la société, et valider le « self ». Le rétablissement peut donc être considéré comme une manifestation de l'autonomisation. Un tel modèle d'autonomisation peut souligner que les conditions ne sont pas nécessairement permanentes, que d'autres personnes se sont rétablies et peuvent servir de modèles et partager des expériences, que les « symptômes » peuvent être compris comme l'expression de la détresse liées aux émotions et aux autres personnes. Le Centre National d'Empowerment propose un modèle donnant un certain nombre de principes de la façon dont les gens se rétablissent et cherche à identifier les caractéristiques des personnes en rétablissement.
En général, le rétablissement peut être vu comme tenant plus d'une philosophie ou d'une attitude que d'un modèle spécifique, mais il nécessite fondamentalement que « nous reprenions le pouvoir personnel et une place de choix dans nos communautés. Parfois, nous avons besoin de services pour nous aider à y arriver.

### Rétablissement d'une dépendance à une substance
Certains types de modèles de rétablissement ont été mis en place dans des programmes de service de réadaptation pour toxicomanes. Si les interventions dans ce domaine ont eu tendance à se concentrer sur la réduction des risques, notamment par prescription de produits de substitution (ou encore exiger l'abstinence totale) des approches de rétablissement ont souligné la nécessité de traiter simultanément l'ensemble de la vie des gens, et d'encourager les aspirations, tout en favorisant l'égalité d'accès et d' opportunités dans la société. Du point de vue des services, le travail pourrait inclure d'aider les gens à développer les compétences nécessaires pour prévenir la rechute dans la prise illégale de drogue, à reconstruire des relations brisées ou à en forger de nouvelles en s'engageant activement dans des activités significatives, à prendre des mesures pour construire une maison et subvenir à leurs besoins et à ceux de leur famille. Les jalons pourraient être aussi simples que de prendre du poids, de rétablir des relations avec des amis ou la construction de l'estime de soi. La clé est une reprise durable.

### Les inquiétudes
Certaines préoccupations ont été soulevées quant à une approche du rétablissement dans la théorie et dans la pratique. Il s'agit notamment de suggestions comme :
- la notion en question serait un effet de mode alors que les patients se rétabliraient déjà dans le modèle actuel ;
- il ne se produit que chez très peu de gens ;
- il représente un mode irresponsable ;
- Il arrive seulement à la suite d'un traitement actif ; il implique un remède ;
- Il ne peut être mis en œuvre sans de nouvelles ressources ;
- Il ajoute à la charge déjà lourde des professionnels ; il n'est ni remboursable, ni fondé sur des preuves ;
- Il dévalorise le rôle de l'intervention professionnelle et augmente à la fois l'exposition des prestataires aux risques et leur degré de responsabilité[31].

Néanmoins, ces critiques ne tiennent pas à partir du moment où l'idée de rétablissement s'accompagne d'un transfert de la notion de responsabilité depuis celle du soignant vers celle de la personne soignée et où l'idée qu'un rétablissement doive s'accompagner d'une prise de risque et d'investissements de confiance, comme pour toute autre condition de santé, devient acceptée. D'autre part, l'idée que des personnes puissent apprendre à vivre d'une manière satisfaisante avec une maladie mentale dite lourde ou grave est soutenue par de nombreux exemples.
D'autres critiques ont porté sur la mise en œuvre pratique par les professionnels : le modèle du rétablissement peut être manipulé par des fonctionnaires pour répondre à divers intérêts politiques et financiers, y compris le retrait des services et amener à pousser les gens dehors avant qu'ils ne soient prêts. Il devient une nouvelle orthodoxie qui néglige les aspects d'empowerment et les problèmes structurels de la société et qui représente principalement une expérience de classe moyenne, qui cache la domination continue d'un modèle médical. Il augmente potentiellement l'exclusion sociale en marginalisant ceux qui ne se reconnaissent pas dans un récit de rétablissement.
Il y a eu des tensions particulières entre les modèles de rétablissement et les pratiques fondées sur des modèles de transformation des services américains de la santé mentale sur la base des recommandations de la Nouvelle Commission sur la Liberté en santé mentale. L'accent de la Commission sur le rétablissement a été interprétée par certains critiques comme disant que tout le monde peut se rétablir complètement par la puissance de la volonté pure, pour ces critiques c'était donner de faux espoirs et, implicitement, blâmer ceux qui peuvent être incapables de se rétablir. Cependant, les critiques se sont eux-mêmes vus rétorquer qu'ils portaient atteinte aux droits des consommateurs et qu'ils devaient reconnaître que le modèle est destiné à soutenir une personne dans son cheminement personnel et non à s'attendre à un résultat donné, et qu'il se rapporte à un soutien social et politique à l'empowerment autant qu'à un appui personnel.
Les différentes étapes de la résistance aux approches de rétablissement ont été identifiées parmi le personnel dans les services traditionnels, à commencer par le « nos patients sont beaucoup plus malades que les vôtres. Ils ne seront pas en mesure de se rétablir » et se terminant en « Nos médecins n'accepteront jamais cela ». Cependant, des moyens d'exploiter l'énergie de cette résistance perçue et de l'utiliser pour aller de l'avant ont été proposés. En outre, du matériel de formation du personnel a été développé par différentes organisations, par exemple par le Centre National d'Empowerment,,,.
Quelques points positifs et négatifs du modèle du rétablissement ont été mis en évidence dans une étude d'un service de santé mentale communautaire pour les personnes diagnostiquées porteuses d'un trouble schizophrénique. Il a été conclu que, même si l'approche peut être un correctif utile au style habituel de case management (du moins quand elle est véritablement choisie et façonnée par chaque individu unique sur le terrain) face aux graves difficultés sociales, institutionnelles et personnelles, il était essentiel qu'il y ait un soutien efficace suffisant pour les contraintes de gestion et d'adaptation dans la vie quotidienne. Des préjugés culturels et des incertitudes ont également été observées dans le modèle « nord-américain » du rétablissement, dans la pratique, reflétant les opinions sur les sortes de contributions et de mode de vie qui doivent être considérées comme appréciables ou acceptables.

### Les critiques des inquiétudes
Des critiques concernant les inquiétudes liés au rétablissement ont été formulées par les personnes concernées.
Parmi celles ci, le fait que la notion de rétablissement serait forcément idéologique tandis que la critique systématique du rétablissement serait scientifique et neutre.
De nombreuses évaluations sur les approches orientées rétablissement, principalement anglophones et non traduites en français, font état de résultats positifs quant aux prognostiques des patients. Par ailleurs, il est faux de dire qu'il ne se produit que chez très peu de gens. Cela n'est le cas que dans les cultures ou le rétablissement est considéré comme irréaliste, augmentant de ce fait la stigmatisation. En effet the international pilot study of schizophrenia, l'étude pilote sur la schizophrénie que l'OMS a mené dans 6 pays sur 5 ans, montre un fort de rétablissement en Inde, au Nigeria et en Colombie contre un faible taux en Angleterre et aux États-unis. L'exclusion sociale engendré par la stigmatisation créer par l'approche dite essentialiste, est pour les théoriciens du rétablissement, le principal frein au rétablissement.
Par ailleurs, le concept de rétablissement est né dans les mouvements en santé mentale et s'est inspiré du cas de personnes s'étant rétablie avant la généralisation du Chlorpromazine dans les années 50, et notamment du cas de l'historien Aby Warburg qui a publié la majeure partie de son œuvre après s'être rétabli de la schizophrénie dans les années 1920.

### Évaluation
Un certain nombre de questionnaires standardisés et des évaluations ont été développés pour tenter d'évaluer les aspects du cheminement vers le rétablissement d'un individu. Ceux-ci comprennent l'échelle du rétablissement de Milestone (MOR) la mesure de l'amélioration de l'environnement de rétablissement (Recovery Enhencing Environment measure ou REE), l'outil de mesure de rétablissement (Recovery Measure Tool ou RMT), Indicateurs de mesure d'un système orienté rétablissement (Recovery Oriented Systems Indicators measure ou ROSI), les instruments pour les étapes du rétablissement (Stages Of Recovery Instruments ou STORI), et de nombreux outils connexes.
Les systèmes de collecte de données et la terminologie utilisés par les services et les bailleurs de fonds sont, dit-on généralement, incompatibles avec les cadres du rétablissement ; afin de les adapter, des méthodes ont été mises au point. Il a également été avancé que le Manuel diagnostique et statistique des troubles mentaux (et dans une certaine mesure tout le système catégorique de classification des troubles mentaux) utilise des définitions et une terminologie qui sont incompatibles avec un modèle orienté vers le rétablissement. Cela conduit à suggérer que la prochaine version, le DSM-V, accorde plus d'importance aux questions culturelles et de genre, reconnaisse la possibilité pour les personnes de se rétablir tout autant que celles qui n'ont pas été marquées par un diagnostic de troubles d'ordres psychiques et adopte une approche dimensionnelle de l'évaluation qui prennent plus en compte l'individualité et moins la psychopathologie ou la chronicité éventuelle de la maladie.
Selon le modèle du rétablissement intégré au système de santé mentale, des critères d'évaluation au niveau psychosocial et basés sur les faits sont demandés.

## Politiques nationales et mise en œuvre

### États-Unis et Canada
La Nouvelle Commission sur Liberté dans la santé mentale a proposé de transformer le système de santé mentale aux États-Unis en déplaçant le paradigme des soins traditionnels du traitement psychiatrique médical vers le concept du rétablissement et l'American Psychiatric Association a adopté un modèle orienté rétablissement d'un point de vue des services psychiatriques,.
Des rapports du département américain de la Santé et des Services sociaux proposent d'élaborer des initiatives nationales, ou l’État se devra de responsabiliser les usagers et développer le soutien au rétablissement. Des comités spécifiques envisagent de lancer des campagnes nationales d'éducation pro-rétablissement et de lutte contre la stigmatisation, de développer et synthétiser les politiques de relance, de former les usagers à la réalisation des évaluations des systèmes de santé mentale et faire avancer le développement des services gérés par les pairs (peer-run services). Les directeurs de services de santé mentale et les planificateurs donnent des orientations pour aider les services de l’État à mettre en œuvre des approches orientées vers le rétablissement.
Certains États américains, comme la Californie (voir la Californie pour la santé mentale Loi sur les services), le Wisconsin et l'Ohio, ont déjà signalé la refonte de leurs systèmes de santé mentale en axant sur le rétablissement leurs services et soulignent les valeurs du modèle du rétablissement comme l'espoir, la guérison, l'autonomisation, l'appartenance sociale, les droits de l'homme. En Californie, l'ISA Village, avec son psychiatre chef de file et théoricien du rétablissement Ragins Mark, a ouvert la voie à des progrès dans l'approche du rétablissement.
Au moins certaines parties de l'Association canadienne de santé mentale, tels que la région Ontario, ont adopté le rétablissement en tant que principe directeur pour la réforme et le développement du système de santé mentale.

### Nouvelle-Zélande et Australie
Depuis 1998, la politique du gouvernement demande à tous ses services de santé mentale en Nouvelle-Zélande d'utiliser une approche orientée vers le rétablissement, et les professionnels de santé mentale doivent faire preuve de compétence dans le modèle du rétablissement. L'Australian's National Mental Health Plan de 2003-2008 stipule que les services devraient adopter une orientation vers le rétablissement bien qu'il y ait des variations entre les États et territoires australiens dans le niveau de connaissance, l'engagement et la mise en œuvre.

### Projet Emilia
Le projet Emilia est une formation axé sur la connaissance expérientielle des utilisateurs des services psychiatriques et destiné à faciliter l’accès à l’emploi ordinaire, fondé sur les notions d’empowerment et de rétablissement, ainsi qu'une étude menée au sein de huit pays européens. Ce projet implique la notion d'usager-chercheur et reconnaît la valeur de la pair-aidance.

### Royaume-Uni et Irlande
En 2005, l'Institut national pour la santé mentale en Angleterre (NIMHE) a approuvé le modèle du rétablissement en tant que principe directeur de la fourniture possible de services de santé mentale et d'éducation du public. Le National Health Service met en œuvre une approche du rétablissement au moins dans certaines régions, et a développé un nouveau rôle professionnel d'accompagnement vers le rétablissement. Le Centre pour la santé mentale a publié un document politique en 2008 affirmant que l'approche orientée vers le rétablissement était une idée « dont le temps [était] venu », et, en partenariat avec le réseau NHS Confédération Mental Health et le soutien et le financement du ministère de la Santé, gère la mise en œuvre par le biais de changements organisationnels (ImROC) d'un projet d'envergure nationale qui vise à mettre le rétablissement au cœur de services de santé mentale au Royaume-Uni. Le gouvernement écossais a inclus la promotion et le soutien du rétablissement comme l'un de ses quatre principaux objectifs en santé mentale et financé un réseau écossais pour le rétablissement pour faciliter cela. Un examen de 2006 des soins infirmiers en Écosse a recommandé une approche orientée rétablissement comme modèle pour les soins infirmiers en santé mentale et les interventions. Un rapport de la commission de santé mentale d'Irlande recommande dans ses documents d'orientation de placer l'utilisateur au centre des services et de souligner le parcours personnel d'un individu vers la guérison.

### France
En France c’est à Marseille, entre 2005 et 2007 que naît la première équipe orienté rétablissement. Inspirée d’un modèle construit par l’équipe de recherche « Yale program for recovery and community Health », une équipe de psychiatrie de rue, s’appelant Marss (mouvement et action pour le rétablissement social et sanitaire) recrute et forment les premiers travailleurs pairs en santé mentale. Ils vont être les premiers pair aidants salarié d’un hôpital publique. Cette équipe Marss, va ouvrir un squat thérapeutique et être le creuset d’initiatives de nombreux programmes orientés rétablissement tous portés par des personnes issues de la communauté de cette équipe de rue Marss.
- le recrutement des premiers travailleurs pairs en santé mentale (2007)
- le programme « un chez soi d’abord » (2011)
- le programme Working first (2014)
- le lieu de répit (2017)
- le programme d’Alternative à l’Incarceration par le logement et le suivi Intensif (2021)
- le COFOR (Université du rétablissement, 2017).
- le programme d’équipe de suivi intensif SIDDIS (2022)
- odamars : une formation à l’approche open dialogue orienté rétablissement (2023)
- une plateforme de travailleurs pairs indépendants : Esper pro (2021).
- les directives anticipées en psychiatrie (2020).

« un chez soi d’abord », programme d’accès direct au logement pour des personnes vivant à la rue depuis longtemps et avec un trouble psychiatriques sévères. via une recherche évaluative va produire assez de preuve de son efficacité pour convaincre le gouvernement de changer la politique de lutte contre le sans abrisme. dans le champ de la précarité qu’émerge une première pratique un Centre de formation et d'Orientation au rétablissement (le COFOR) a ouvert ses portes en 2017. Basé sur les recommandations internationales de pratiques orientées sur le rétablissement et s’appuyant sur les expériences anglo-saxonnes des Recovery College, ce projet propose des programmes de formation externes aux services de soin, destinés aux personnes concernées par des troubles psychiques.
Il dispose également d'un centre de ressources en ligne qui vise à terme à répertorier l'ensemble des publications vidéos, populaires, artistiques ou académiques autour du rétablissement.
Les formations sont dispensées par des usagers ou ex-usagers en psychiatrie dans un lieu éloigné du contexte de soins, et se composent de quatre modules : droits des usagers, gestion de la médication, pratique de sports et techniques de méditation, plan d’action individualisé vers le rétablissement et le bien-être.
Ce projet reçoit des financements de l'ARS et est soutenu par l'Assistance publique des hôpitaux de Marseille, Aix-Marseille Université, et l'Institut régional du travail social.